# 团结路街道 (阿勒泰市)
团结路街道，原名下窝子街道，是中华人民共和国新疆维吾尔自治区阿勒泰地区阿勒泰市下辖的一个街道办事处。2020年起成为阿勒泰市人民政府新驻地。

## 沿革
1984年11月，阿勒泰撤县改市。1985年，撤销阿勒泰镇，城区分设解放路、金山路、下窝子、郊区4个办事处。1991年，下窝子街道更名为团结路街道，位于阿勒泰市南部，面积20平方公里，人口1.5万，民族有汉族、哈萨克族、维吾尔族、回族为主，其中汉族占67.1%。境内有团结路南段、交通路、红墩路等街巷。当地驻有阿山林业局等。

## 行政区划
团结路街道下辖以下地区：
团结路社区、团结南路社区、银水路社区和白杨桥社区。

## 文化医疗
该地区的学校有阿勒泰市第二中学等，文化场所有阿勒泰民族文化活动中心；医院有解放军第十六医院。阿勒泰地区客运站位于团结路街道。

## 图库

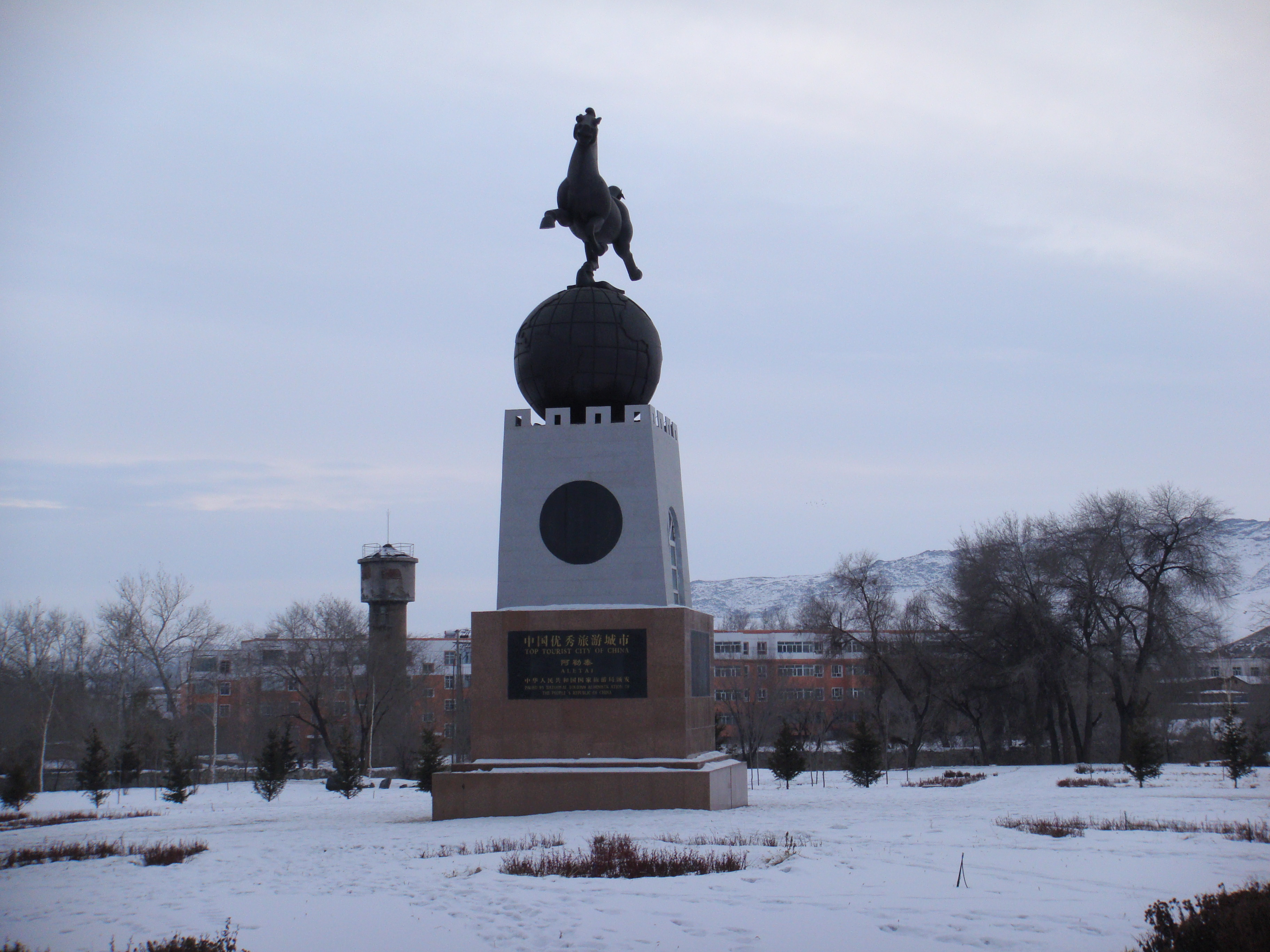
阿勒泰园林城市标志-马踏飞燕铜像雕塑
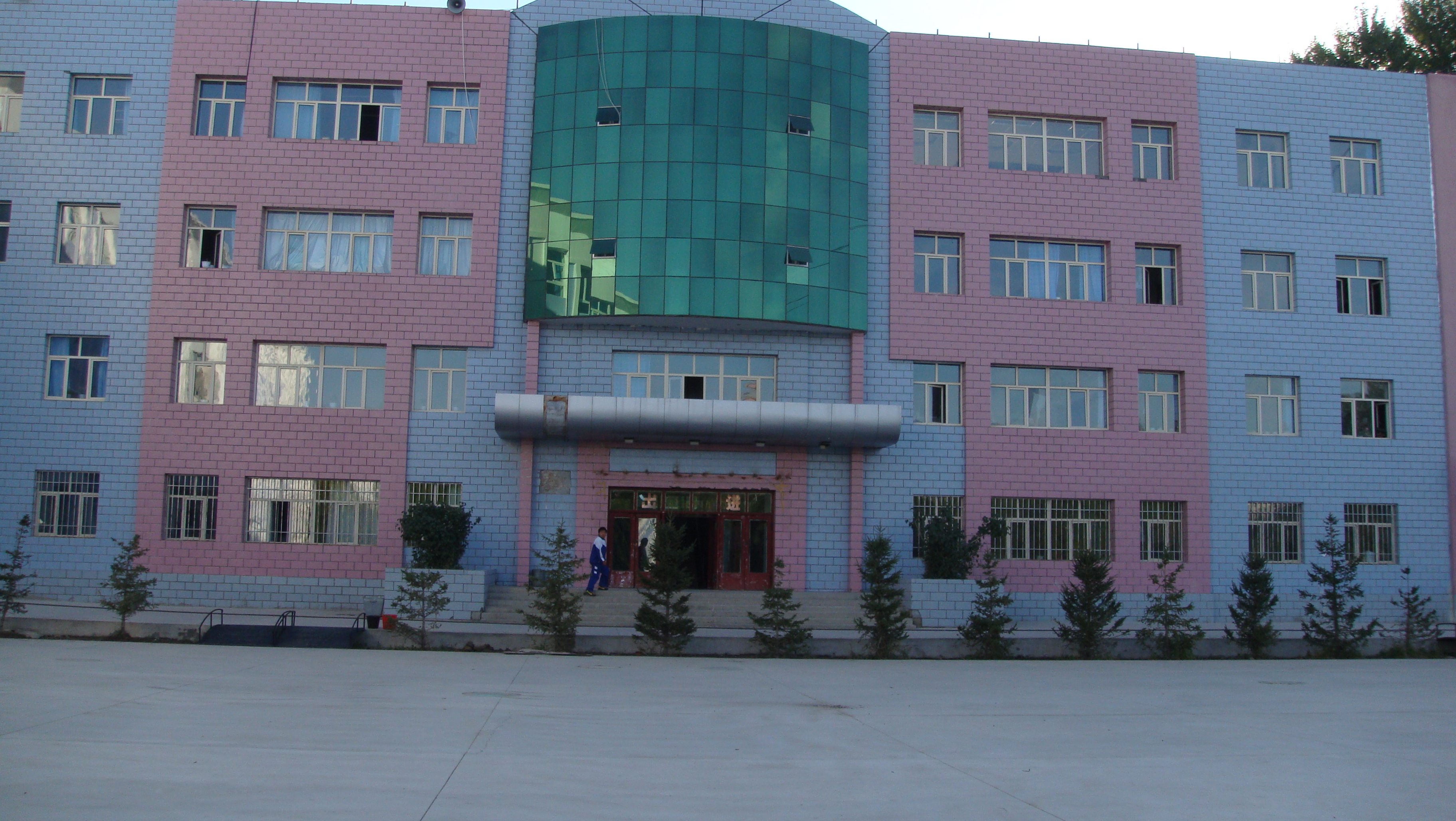
阿勒泰市第二中学学校
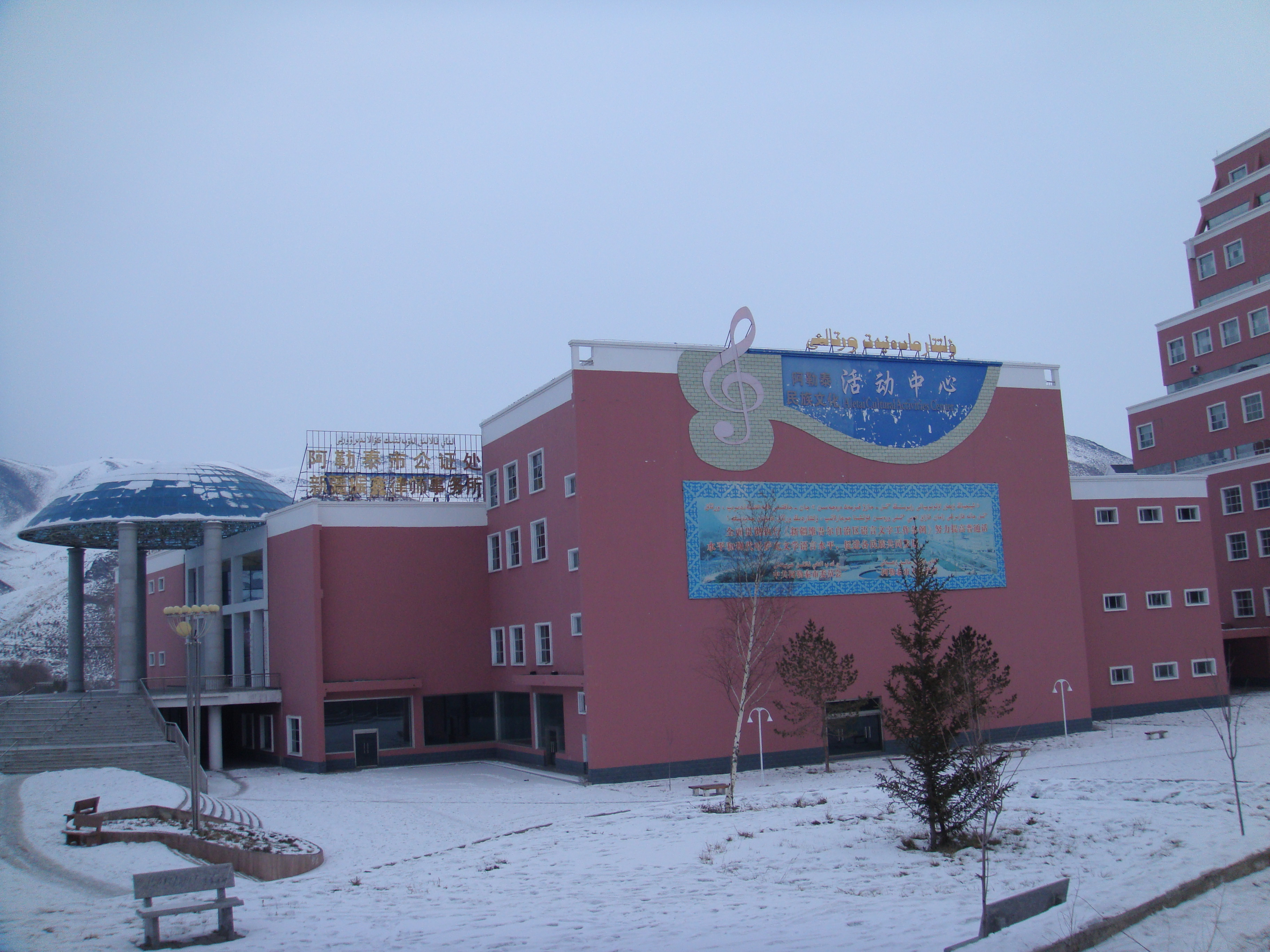
民族文化活动中心
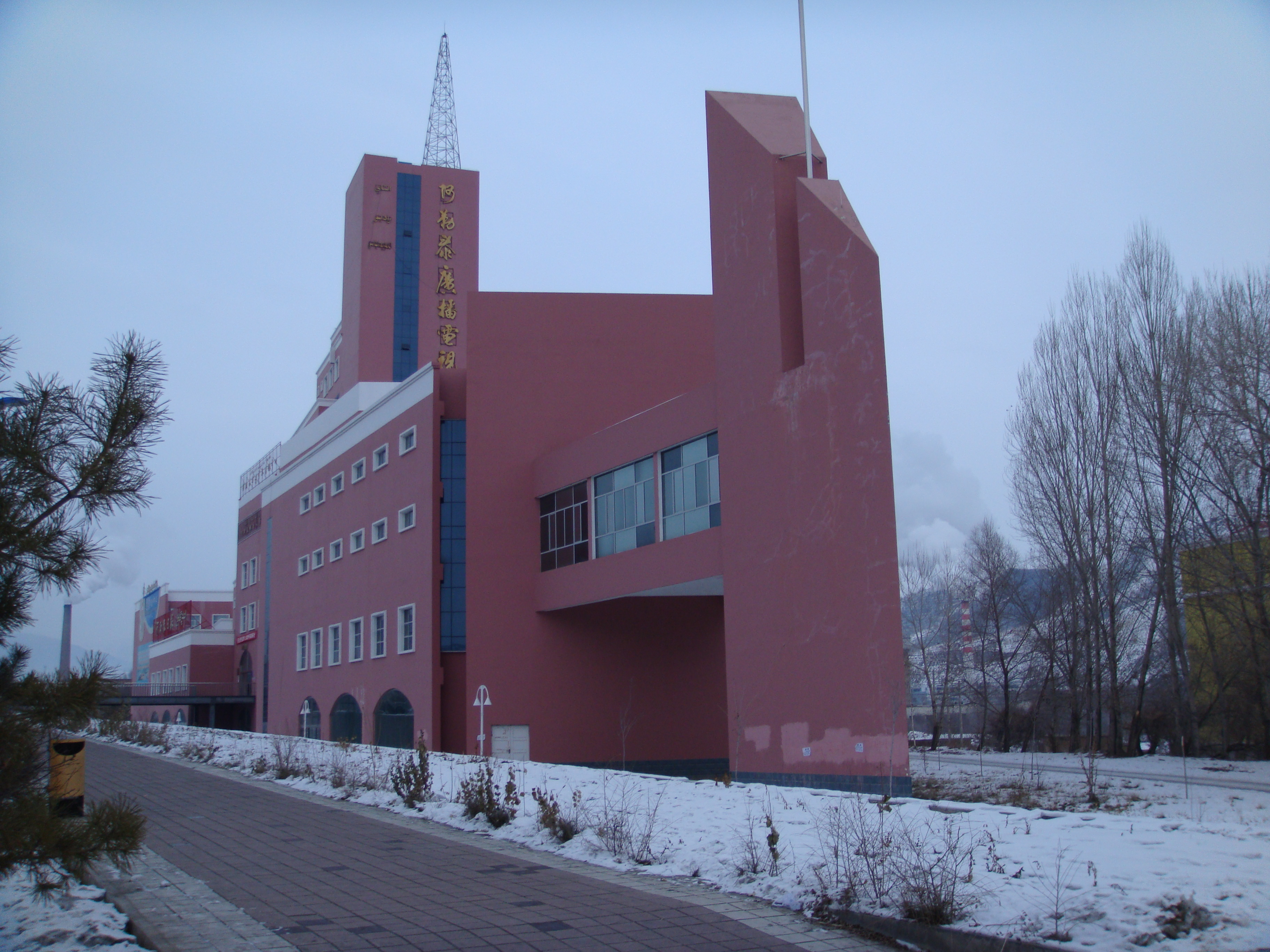
泰坦尼克样式的阿勒泰地区广播电视大楼
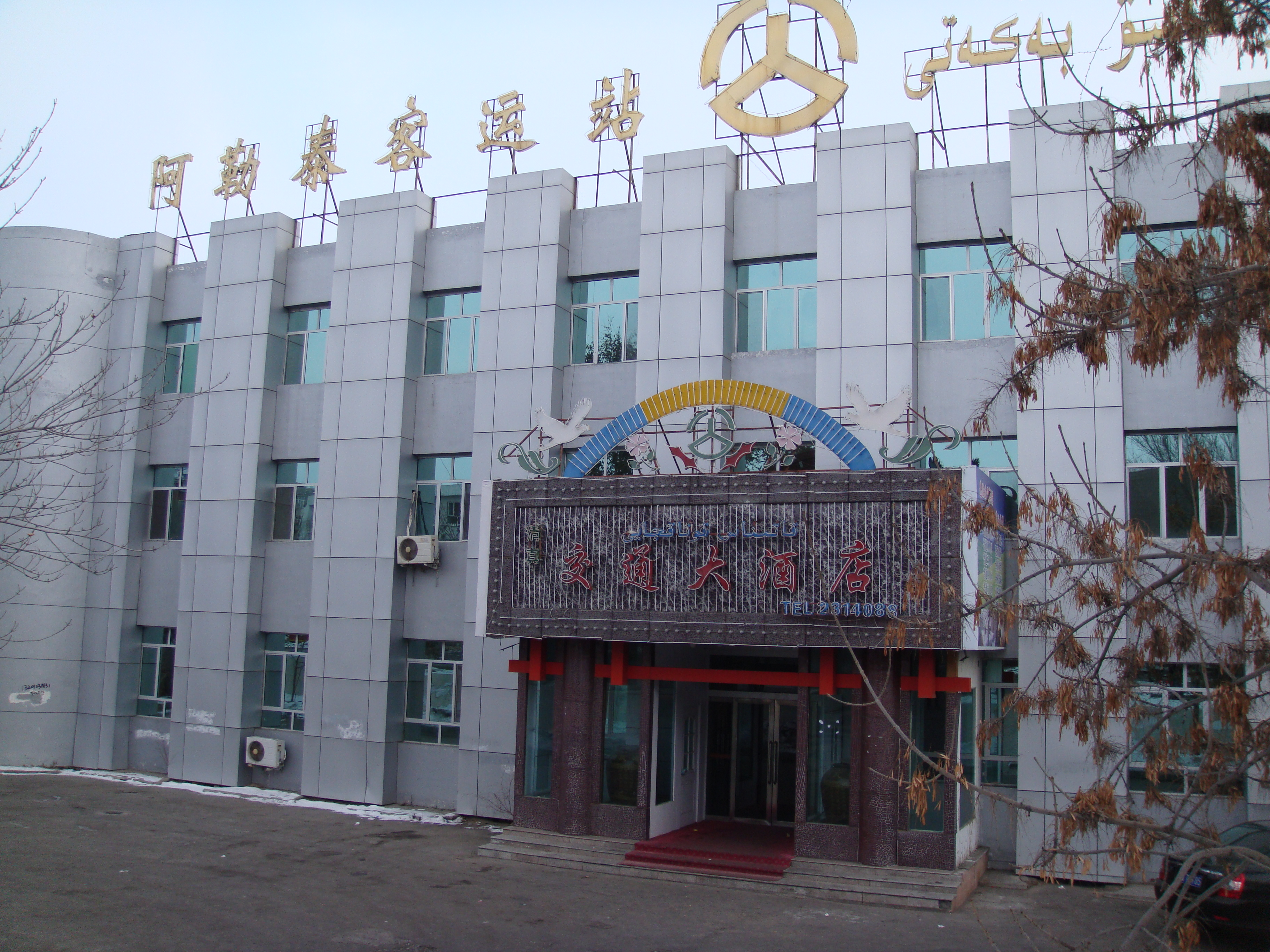
阿勒泰地区客运站